# Paulin Lemaire (biblista)
Paulin Lemaire OFM (ur. 23 sierpnia 1896 w Buret-Tavigny, zm. 19 kwietnia 1962 w Jerozolimie) – belgijski biblista i orientalista, historyk, franciszkanin.

## Życiorys
Urodził się w Buret-Tavigny. Po ukończeniu Kolegium Serafickiego w Oud-Ehrenstein w Holandii wstąpił do francuskojęzycznej Prowincji Franciszkanów pod wezwaniem św. Dionizego. Został wyświęcony na kapłana w 1921. Kontynuował studia w Kolegium św. Antoniego w Rzymie. Po uzyskaniu tytułu Lektora ogólnego pracował jako wykładowca teologii biblijnej w St. Nazaire i w Bernay.
Od 1928 na stałe związał się z Franciszkańskim Studium Biblijnym w Jerozolimie, którego profesorem był do roku 1963. W latach 1932–1938 pełnił funkcję prefekta studium. Wraz z Donato Baldim jest współautorem Historycznego atlasu biblijnego (wyd. 1955). Wydał przewodnik po Ziemi Świętej w języku francuskim (Petit Guide de Terre Sainte - wyd. i wznawiany 1936, 1953, 1955, 1961). Opublikował liczne artykuły m.in. w Liber Annuus, Revue Biblique i w La Terre Sainte.